# Андрусов, Николай Иванович
Никола́й Ива́нович Андру́сов (7 [19] декабря 1861, Одесса, Херсонская губерния — 27 апреля 1924[…], Либень) — русский геолог, стратиграф, минералог, палеонтолог, академик Санкт-Петербургской академии наук (1914). Отец геолога Д. Н. Андрусова.

## Биография
Родился 7 (19) декабря 1861 года в городе Одесса, Российская империя.
В 1871—1880 годах учился в Керченской Александровской гимназии, где у него возник интерес к геологии. Жил в городе Керчь, изучал геологическую стратиграфию Восточного Крыма. В 1880 году с отличием окончил гимназию и поступил в Императорский Новороссийский университет как стипендиат Русского общества пароходства и торговли.
В 1884 году окончил физико-математический факультет Императорского Новороссийского университета. Несмотря на достигнутые успехи, он не мог быть оставлен при университете для подготовки к профессорскому званию, так как подписался под протестом в связи с отставкой И. И. Мечникова. Только благодаря ходатайствам профессоров А. О. Ковалевского и В. В. Заленского ему была назначена стипендия для поездки на два года за границу с целью пополнения образования.
Два года работал у крупнейших авторитетов того времени — Зюсса в Вене и Циттеля в Мюнхене; общался с выдающимися океанографами (Туле, Мурре).
Преподавал в Императорском Санкт-Петербургском университете[когда?] и Императорском Новороссийском университетах[когда?].
В 1896—1904 годах — профессор Юрьевского университета по кафедре минералогии.
В 1905—1912 годах — профессор Киевского университета.
В киевский период работал над стратиграфией неогена Юга России на палеонтологической основе. Широкое признание получил его стратиграфический метод, который базировался на детальных палеогеографических реконструкциях, созданных с применением экологического анализа.
В 1912—1914 годах — профессор Высших женских курсов в Петербурге и сотрудник Геологического комитета;
1914—1918 годах — директор Геологического и минералогического музея им. Петра Великого Академии наук.
В 1916 году был одним из основателей Русского палеонтологического общества и членом его Совета.
В 1918—1920 годах — профессор Таврического университета. В 1919 году избран действительным членом Украинской Академии наук по кафедре палеонтологии.
После трагической гибели (1919) в Архангельске сына Леонида, любимца всей семьи, у Андрусова произошёл инсульт. Из полуголодного Петрограда 25 марта 1920 года больного Андрусова в Париж вывезла его жена, обеспечив тем самым уход врачей и выздоровление. В это время в Республике Советов началась борьба с эмигрантами, и Академия наук исключила Андрусова из своих рядов как эмигранта.
С 1921 работал в лабораториях Сорбонны в Париже и Карлова университета в Праге, где с 1922 года читал лекции.
Скончался 27 апреля 1924 года в Праге, похоронен на Ольшанском кладбище.

## Семья
Отец: Иван Андреевич (ум. 1870), штурман. Мать: Елена Филипповна (урождённая Белая)
Жена: Надежда Генриховна (1861—1935), дочь немецкого археолога Г. Шлимана, в семье было три сына и две дочери.
- Андрусов, Вадим Николаевич[9] (1895—1975), скульптор
- Андрусов, Дмитрий Николаевич (1897—1976), чешский геолог
- Вера Николаевна (в замужестве Сомова; 1893—1975), музыкант
- Марианна Николаевна, филолог.

Сестра: Фаусек, Юлия Ивановна (1863—1943) — педагог дошкольного образования.

## Награды и премии
- 1892 — Медаль имени Н. М. Пржевальского
- 1898 — Ломоносовская премия
- 1913 — Константиновская медаль[10]

## Членство в организациях
- Член-корреспондент Императорской Санкт-Петербургской академии наук (04.12.1910)
- Ординарный академик по физико-математическому отделению Императорской Санкт-Петербургской академии наук (03.05.1914)
- Действительный член Украинской Академии наук по кафедре палеонтологии (1919)

## Память
- Село Андрусово в Крыму.
- Грязевая сопка Андрусова на Булганакском сопочном поле на Керченском полуострове.
- Подводный грязевой вулкан Андрусова на дне Чёрного моря.
- Террасы Андрусова в окрестностях города Судак.
- Подводный хребет Андрусова в Чёрном море к югу от Крымского полуострова.
- Карстовая пещера Андрусова (с 1999) на Ялтинской яйле, также пещера Медвежья[11][12].
- Геологические обнажения Андрусова в Камыш-Буруне.
- Бюст Н. И. Андрусова (скульптор А. И. Тенета) в Музее землеведения Московского университета.
- Дом Андрусовых в городе Керчь на улице Айвазовского в состоянии разрушения.
- Могила Н. И. Андрусова на Ольшанском кладбище в Праге, на Православном участке: 2 гор — 19-19.
- Система гряд в Море Изобилия на Луне (Dorsa Andrusov[англ.])[13].